# Храм Спаса Нерукотворного Образа (Кукобой)
Храм Спаса Нерукотворного Образа — православный храм в селе Кукобой Первомайского района Ярославской области.

## История
Храм построен за неполных четыре года местными мастерами на деньги купца Ивана Агаповича Воронина.
Уроженец деревни Рябинки (расположена в 2 км от села Кукобой), Воронин уехал в Санкт-Петербург, где стал руководителем акционерного общества по проектированию и строительству храмов и разбогател. В знак благодарной памяти о родных местах он предложил жителям выбрать один из двух вариантов: строительство в Кукобое храма или прокладку железной дороги от села Кукобой до города Пошехонье. Жители единодушно выбрали храм, несмотря на то, что в то время в селе действовала церковь Успения Божией Матери (построена в 1836 году в стиле барокко, не сохранилась).
Проект храма Иван Воронин заказал архитектору Василию Косякову, известному ему постройкой церкви Богоявления на Гутуевском острове (Санкт-Петербург). Храм был заложен в 1909 году и стоил купцу огромной по тем временам суммы — 1 000 000 рублей. Специально для строительства был построен небольшой кирпичный завод. Белый облицовочный кирпич для стен и бирюзовый для колоколен доставлялся из Финляндии.
Не сохранившийся на сегодняшний день иконостас представлял собой алтарную преграду киотного типа, которая состояла из резных врат и двух высоких киотов с образами восседающих на троне Спаса Вседержителя и Богоматери с младенцем Христом. Киоты были обрамлены картушами разной формы с образами праздников и святых.
В начале 1912 года строительство храма было завершено. В мае храм был освящён епископом ярославским и ростовским Тихоном, будущим Патриархом Московским и Всея Руси.
Сразу после революции храм был закрыт, а в 1930-е годы кресты и колокола были сорваны, роспись, резной иконостас и иконы варварски уничтожены. Помещения храма использовались как склад, а в подвале была устроена тюрьма.
В 1989 году храм был возвращён верующим. На сегодняшний день из-за отсутствия средств реставрационные работы приостановлены.

## Архитектура
Крестово-купольный четырёхстолпный трёхапсидный храм, квадратный в плане, на подклете. Храм пятиглавый, центральный барабан — световой, а боковые — глухие. Тонкие барабаны венчаются луковичными главами.
С запада к основному объёму примыкает шатровая колокольня, фланкируемая пониженными объёмами, завершёнными шатрами на гранёных барабанах С востока храм имеет алтарь с тремя апсидами, центральная из которых окружена обходной крытой галереей. Храм имеет три крыльца: западное, главное расположено на основной оси запад-восток, боковые (северное и южное) — смещены к западу. На северном и южном фасаде в центральных ризалитах расположены арочные витражные окна (размер этих окон, а также витражи обнаруживают влияние модерна).
В декоре храма преобладает профилированные кокошники разной формы. На колокольне они килевидные, а на боковых объёмах — полуциркульные. Мотив кокошников обыгрывается и завершениями ризалитов боковых фасадов. Кроме этого, храм украшен ширинками, филёнками аркатурно-колончатыми поясами и зубчиками. Крыльца и арочные окна украшены гирьками.
Основной объём храма облицован светлым облицовочным кирпичом, а шатры — бирюзовым. Многоцветные изразцовые ленты охватывают верхнюю часть стен собора, скаты завершений крылец и ниши северного и южного фасада.

## Внутреннее убранство
Главный престол освящён в честь Спаса Нерукотворного Образа, северный — Николая Чудотворца, южный — Казанской Божией Матери. Оригинальный иконостас не сохранился. По определению Е. И. Кириченко, это был иконостас «киотного» типа (такой же как в церкви Богоявления на Гутуевском острове, Казанском соборе в Даниловском монастыре и церкви Божией Матери Неопалимая Купина при Артиллерийском полигоне).
К высокой солее и к вратам трёх престолов ведут лестницы, что также является характерной чертой построек Косякова.
В северо-западном объёме помещена крещальня, в юго-западном — лестница на хоры, устроенные на западе, над входом в храм. Хоры скрадывают сдвинутые к стенам западные столпы, в то время как восточные были скрыты иконостасом. Таким образом, храм создаёт впечатление бесстолпного.

## Галерея
- Северный фасад. Витражное окно
- Западный фасад. Колокольня
- Западный фасад. Главы
- Угол западного и южного фасадов
- Общий вид храма. Северный фасад и апсиды